# Blaumeier-Atelier
Das Blaumeier-Atelier im Bremer Stadtteil Walle ist ein seit 1989 eingetragener Verein und ein seit 1986 bestehendes Kunstprojekt. Wöchentlich treffen sich hier über 250 Menschen mit und ohne Behinderung oder Psychiatrieerfahrung in den Bereichen Theater, Maskenbau- und spiel, Musik, Malerei, Fotografie und Literatur.

## Konzept

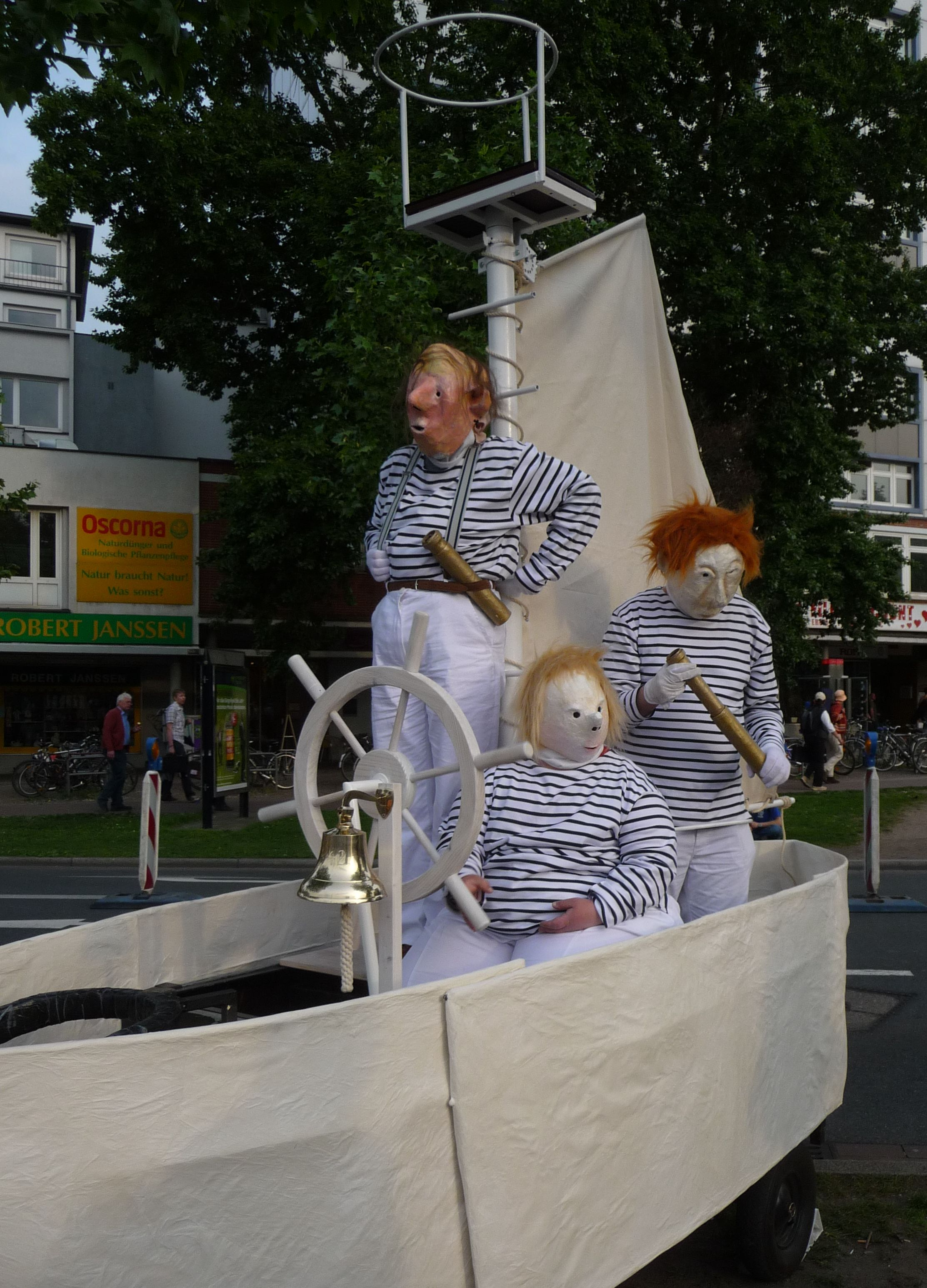
Blaumeier-Maskenkünstler beim Evangelischen Kirchentag 2009 in Bremen

In den Bereichen Theater, Malerei, Musik, Literatur, Fotografie und Maskenbau und -spiel treffen sich Menschen mit körperlichen, geistigen oder psychischen Besonderheiten in ihrer Freizeit, um gleichberechtigt und kontinuierlich künstlerisch zu arbeiten. Im Zentrum der künstlerischen Arbeit steht der einzelne Mensch mit seinen individuellen Fähigkeiten. Die Frage, ob Künstler oder Schauspieler eine Behinderung haben oder psychiatrieerfahren sind, stellt sich nicht. Menschen werden nicht defizitär, sondern mit ihren Möglichkeiten wahrgenommen. Die Atmosphäre in den Kursen ist vom Respekt vor der Besonderheit des Einzelnen geprägt. Das Ziel der Arbeit in den kontinuierlich angebotenen Kursen ist die öffentliche Präsentation der Ergebnisse aus den künstlerischen Projekten in Form von Aufführungen, Konzerten, Ausstellungen und Lesungen.

## Geschichte
Die ersten künstlerischen Freizeitangebote für ehemals psychiatrisierte Menschen entstanden 1986 mit der Auflösung der Langzeitpsychiatrie Kloster Blankenburg. Seit damals treffen sich Menschen mit und ohne Behinderung oder Psychiatrieerfahrung in einem im Bremer Stadtteil Walle gelegenen Ateliergebäude, um gemeinsam in den Bereichen Theater, Maskenbau und -spiel, Musik, Literatur und Bildende Kunst künstlerisch tätig zu sein. 2005 konnte das Kursangebot durch analoge Fotografie und eine Schreibwerkstatt erweitert werden. Blaumeier ist mit der Zeit Stück für Stück gewachsen. 1992/93 wurde das alte Ateliergebäude renoviert und damit die zur Verfügung stehende Fläche vergrößert. 2007 wurde die Fertigstellung eines neuen Gebäudekomplexes gefeiert, mit dem sich die Atelierfläche verdoppelt hat.
Der Theaterbereich gründete ein festes Ensemble: 15 Schauspieler nehmen an der langfristigen, professionellen Theaterarbeit teil und brachten in den vergangenen Jahren u. a. die Oper „Carmen“, das musikalisch umrahmte Theaterstück „In 80 Tagen um die Welt“, eine Adaption der antiken Tragödie um „Orpheus und Eurydike“ und jüngst Shakespeares Klassiker „Sturm“  auf die Bühne. Und auch der Malbereich erlebte eine stetige Vergrößerung und Professionalisierung.

## Inszenierungen und Projekte
Das Blaumeier-Atelier und ihre Künstler haben im Laufe der Jahre viele Auszeichnungen erhalten und genießen ein hohes Renommee; die Süßen Frauen, eine der Theatergruppen, wurden beispielsweise nach Südafrika eingeladen und die Malgruppe stellte unter anderem 1998 und 2003 Bilder im Generalkonsulat in New York aus. Die im Malbereich entstandene Ausstellung „Von Häfen, Schiffen und viel Meer“ wurde im Programm der deutsch-lettischen Kulturtage O!VACIJA in Riga gezeigt. Der Film Verrückt nach Paris, der 2002 in die Kinos kam, konnte die Bekanntheit des Blaumeier-Ateliers auch überregional enorm steigern. Der Maskenbereich veranstaltete insgesamt sechs Mal die „FreiNacht der Masken“. In einem künstlerisch gestalteten Park verzauberten bis zu 300 Maskenspielerinnen aus dem ganzen Bundesgebiet jeweils bis zu 7000 Zuschauerinnen.
Sowohl 2015 als auch 2017 war das Blaumeier-Atelier Mitveranstalter des großen, internationalen Theaterfestivals „Mittenmang“  im Theater Bremen. Hier sind internationale Theatergruppen zu Gast, die mit ihren Produktionen unterschiedliche, mitunter provokante Standpunkte zum Thema Inklusion und gesellschaftliches Miteinander vertreten.
Einige beispielhafte Aufführungen und Projekte
- 1986: Zorro, der gerechte Rächer
- 1987: Die Beerdigung der Sardine (Straßentheater) und Ball der schrägen Vögel (erster Karnevalsumzug)
- 1988: Sissi in Nöten, Chanella und Zuckerjungs
- 1989: Schwesterchen, was machst Du, weinst Du oder lachst Du?; erste große Blaumeier-Ausstellung in der Unteren Rathaushalle
- 1990: Premiere von Jakobs Krönung, das im Jahr darauf für Blaumeier in Dublin den EUCREA-Kulturpreis gewann
- 1991: Herzstaub
- 1992: Blaumeier goes London – Ausstellung von 50 Gemälden bei SmithKline Beecham; Aufführungen von Das unglaubliche Verschwinden des Museumswärters Hermann K. aus B. im Waldau-Theater
- 1993: Fast Faust und Goethöse
- 1994: Art and Soul-Ausstellung in der Städtischen Galerie; Theaterstück Im Feuer der roten Laterne
- 1995: Ausstellung Fattoria Azzura – Pizza, Pasta und Pigment; Premiere von Verbrochene Herzen; Granat-Ausstellung
- 1996: Vorwärts und rückwärts geht es voran, präsentiert von der Halbmaskengruppe; Theaterstücke Wäschestück und Schöne Aussichten
- 1997: Wanderausstellung Von 9 Wegen; Ausstellung Tidenhub; Premiere des Stückes Grindkopf mit anschließender Tour durchs Ruhrgebiet
- 1998: L’Amfiparnaso, Madrigalkomödie mit der Halbmaskengruppe; Elfenbeinander – ein Panodrama mit Faun und Flora mit 150 Mitwirkenden im Bremer Bürgerpark; Maskenshow Kanale Grande; Gemäldeausstellung im deutschen Generalkonsulat in New York
- 1999: Last Faust
- 2000: Ausstellung Irre gut und knackig
- 2001: Premiere von Die Abreisser
- 2002: Verrückt nach Paris (Kinofilm von Eike Besuden); Terra Magica, die dritte FreiNacht vor ca. 7000 Zuschauern; Ausstellung Blauer Zinnober
- 2003: FreiNacht All überAll; diverse Ausstellungen unter anderem wieder in New York; Bremer Tatort mit Blaumeier-Beteiligung
- 2004: FreiNacht anno 1404; Premiere von Carmen
- 2005: Premiere von Hereinspaziert in der Speicherbühne im Speicher XI; Malreise nach Lettland
- 2006: Ausstellung von Häfen, Schiffen und viel Meer in Kooperation mit lettischen Künstlern, im Folgejahr Wanderausstellung
- 2007 und 2008: Suite Elisabeth (Theaterstück)
- 2008 und 2009: Danse Maskabre (Maskentheater)
- 2009: Ja, ich will! (Maskentheater, unter anderem mit Thomas C. Zinke)
- 2009: In 80 Tagen um die Welt (Theateraufführungen und Tournee 2010)
- 2010: Dem Himmel so nah (Aufführungen der Maskengruppe)
- 2010, 2011, 2012: Aufführungen von Mieder und Millionen (Theaterstück)[1]
- Anlässlich der Edvard Munch-Ausstellung in der Kunsthalle Bremen wurde in Kooperation mit dieser eine eigene Munch-Ausstellung des Blaumeier-Malateliers 2011 und 2012 in Bremen und 2012 in Lettland auf die Beine gestellt.[2][3]
- 2011: Premiere von Emden Außenhafen – Ein szenischer Liederabend (Theaterstück)[4]; Premiere von Don Quijote (Theaterstück)[5]
- 2012: Weihnachts-Tagesschau (Krippenspiel/Theater)[6]

## Auszeichnungen
- 1991: Europäischer Kulturpreis[7]
- 2006: Deutscher Bürgerpreis[8]
- 2009: Kultur- und Friedenspreis der Villa Ichon[9][10][11]
- 2011: Bremer Stadtmusikantenpreis[12][13][14]
- 2015: Diversity Preis Bremen[15]

## Veröffentlichungen
- Zwei verschiedene Socken. Buchveröffentlichung von 1994
- Blaumeier. Das Buch.[16]
- Kunstbuch mit Werken von Bremer und lettischen Künstlern, die im Rahmen von der Ausstellung Häfen, Schiffen und viel Meer entstanden sind (2007)[17]
- MenschenOrte – Blaumeier schreibt – Texte der Schreibwerkstatt (2010)[18][19]
- Chor Don Bleu (Musik-CD, 2012)
- Von Häfen und Schiffen und viel Meer, 2007
- Heimat – ein Fotografiebuch, 2011
- Blickkontakt – Blaumeier präsentiert Porträts aus der Arbeitswelt. Buchveröffentlichung.
- Berlin Berlin – Blaumeiers Straßenfotografie. Fotoband
- HimmelHölleLiebeTod. Buchveröffentlichung.
- Süchte&Freuden. Buchveröffentlichung.
- Der letzte Schrei – Blaumeier auf den Spuren von Edvard Munch. Buchveröffentlichung.
- Mein Thema – 18 Positionen aus dem Blaumeier-Atelier. Buchveröffentlichung.

## Sonstiges
1992 wurde von Anja Telscher der Dokumentarfilm Blaumeier gedreht.
1998 gründete sich in Anlehnung an Blaumeier in Oldenburg das Blauschimmel-Atelier.